# Sia-men
Sia-men (čínsky pchin-jinem Xiàmén, znaky zjednodušené 厦门, tradiční 廈門; doslova „Brána Velkého domu“; dříve též podle místní výslovnosti známé pod jménem Amoy) je přístavní město při Tchajwanském průlivu v provincii Fu-ťien v jihovýchodní Číně.
Na ploše 1591 km² čítá coby druhé největší město provincie Fu-ťien přibližně 5,16 milionu obyvatel. V minulých stoletích patřilo k nejdůležitějším přístavům Číny – od roku 1541 sem připlouvali Portugalci a další evropští obchodníci a přes Sia-men proudila většina obchodu s čínským čajem. Právě výslovnost jména pro tento nápoj ve zdejším nářečí jižní Min dala mnoha jazykům výraz pro čaj (např. anglicky tea, německy Tee). Sia-men bylo mezi pěticí přístavních měst, která podle Nankingské smlouvy z roku 1842 musela Čína otevřít zahraničnímu obchodu. V roce 1981 se pak stalo jednou z prvních nově zřízených zvláštních hospodářských zón. V září 2017 se zde uskutečnilo setkání lídrů zemí BRICS.
Pro svou evropskou architekturu, subtropické podnebí a uvolněnou atmosféru je město oblíbenou turistickou destinací. Místní Siamenská univerzita je jednou z nejlepších čínských vysokých škol a umisťuje se na nejvyšších příčkách v oblíbenosti mezi čínskými studenty. Její kampus, ležící v obvodě S’-ming, je považován za nejkrásnější v celé Číně.
V těsném sousedství, odděleno pouze 10 km úzkým průlivem, leží souostroví Ťin-men (Quemoy), pod správou Čínské republiky na Tchaj-wanu.
V severní části ostrova leží mezinárodní letiště Sia-men Kao-čchi, které se podle počtu ročně přepravených cestujících dlouhodobě pohybuje na začátku druhé desítky v rámci celé Čínské lidové republiky.

## Administrativní členění
Subprovinční město Sia-men se člení na šest celků okresní úrovně, a sice šest městských obvodů.
| Chu-li S’-ming Chaj-cchang Ťi-mej Tchung-an Siang-an |        |                       |                       |                    |                                  |
| Název                                                | Název  | Počet obyvatel (2010) | Počet obyvatel (2020) | Rozloha km² (2020) | Hustota zalidnění (obyv. na km²) |
| český přepis                                         | znaky  | Počet obyvatel (2010) | Počet obyvatel (2020) | Rozloha km² (2020) | Hustota zalidnění (obyv. na km²) |
| Městské obvody                                       |        |                       |                       |                    |                                  |
| Chu-li                                               | 湖里区 | 931 291               | 1 036 974             | 68                 | 15 250                           |
| S’-ming                                              | 思明区 | 929 998               | 1 073 315             | 75                 | 14 367                           |
| Chaj-cchang                                          | 海沧区 | 288 739               | 582 519               | 177                | 3 292                            |
| Ťi-mej                                               | 集美区 | 580 857               | 1 036 987             | 254                | 4 090                            |
| Tchung-an                                            | 同安区 | 496 129               | 855 920               | 652                | 1 312                            |
| Siang-an                                             | 翔安区 | 304 333               | 578 255               | 366                | 1 582                            |
|                                                      |        |                       |                       |                    |                                  |
| Celkem                                               | Celkem | 3 531 347             | 5 163 970             | 1 591              | 3 246                            |

## Slavné osobnosti
- Šen Kua (1031–1095), všestranný čínský vědec
- Čeng Čcheng-kung (1624–1662), čínský státník a velitel
- Walter Houser Brattain (1902–1987), americký fyzik

## Partnerská města
- Baltimore, Spojené státy americké (1985)
- Cardiff, Spojené království (1983)
- Cebu City, Filipíny (1984)
- George Town, Malajsie (1991)
- Guadalajara, Mexiko
- Mokpcho, Jižní Korea (2007)
- Netanja, Izrael (2008)
- Sarasota, Spojené státy americké (2008)
- Sasebo, Japonsko (1983)
- Słupsk, Polsko (2007)
- Smyrna, Turecko (2014)
- Surabaja, Indonésie (2006)
- Wellington, Nový Zéland (1987)